# Liparis truncata
Liparis truncata är en orkidéart som beskrevs av Fumio Maekawa och Tamotsu Hashimoto. Liparis truncata ingår i släktet gulyxnen, och familjen orkidéer. Inga underarter finns listade i Catalogue of Life.